# Břasy
Břasy är en ort i Tjeckien.   Den ligger i distriktet Okres Rokycany och regionen Plzeň, i den västra delen av landet, 70 km väster om huvudstaden Prag. Břasy ligger 470 meter över havet och antalet invånare är 2 055.
Terrängen runt Břasy är platt åt nordväst, men åt sydost är den kuperad.Runt Břasy är det tätbefolkat, med 276 invånare per kvadratkilometer. Närmaste större samhälle är Plzeň, 17,5 km sydväst om Břasy. Trakten runt Břasy består till största delen av jordbruksmark.